# كهف فيني كواري
كهف فيني كواري (بالإنجليزية: Viney Quarry Cave)‏ هو كهف يقع ضمن أقاليم ما وراء البحار البريطانية في منطقة جبل طارق التابعة للتاج البريطاني.